# سيد الكون (فلم)
فيلم سيد الكون (بالإنجليزية: Lord of the Universe) هو فيلم وثائقي أمريكي صدر عام 1974 عن بريم راوات -الذي عُرِف آنذاك باسم غورو ماهاراج جي- في حدث أقيم في تشرين الثاني (نوفمبر) عام 1973 في مسرح هيوستن أسترودوم بعنوان «الألفية 73». بُث فيلم سيد الكون للمرة الأولى على قناة بي بي إس في 2 فبراير 1974، وصدر بتنسيق إتش في إس 1 نوفمبر 1991. تدور أحداث الفيلم الوثائقي حول ماهاراج جي وأتباعه، والناشط المناهض لحرب فيتنام ريني ديفيس الذي كان المتحدث باسم مهمة الضوء الإلهي آنذاك، الذي يقدم مقابلة مع المدعى عليه في قضية شيكاغو السابعة آبي هوفمان الذي يظهر معلقًا. ويتضمن مقابلات مع عدة أفراد، من بينهم أتباع سابقون، ومهاتما، ومسيحي ولد من جديد، وأحد أتباع هاري كريشنا.
أنتج الفيلم الوثائقي تلفزيونيًا بجودة عالية باستخدام كاميرات الفيديو «بورتاباك» (Portapak). تابع فريق (TVTV) -اختصارًا لـ (Top Value Television)، مجموعة فيديو مقرها سان فرانسيسكو أنتجت أعمال فيديو وثائقية باستخدام تقنيات فنون حرب العصابات- ماهاراج جي عبر الولايات المتحدة على مدى ستة أسابيع، وسجلوا جزءًا كبيرًا من الشريط وصولاً إلى المقطع عند الدقيقة 58. كان أول فيلم وثائقي أُنتج على شريط فيديو بحجم 1⁄2 بوصة (13 مم) يُبث وطنيًا، وأيضًا أول فيلم وثائقي مستقل يُعرض على التلفزيون العام الوطني.
حظي الفيلم الوثائقي بترحيب جيد عمومًا، وحصل فريق الإنتاج التلفزيوني على جائزة ألفريد آي دو بونت/جامعة كولومبيا في الصحافة الإذاعية عام 1974.  تلقى الفيلم الوثائقي مراجعة سلبية في نيويورك بوست، ومراجعات إيجابية في نيويورك تايمز وبوسطن غلوب ولوس أنجلس تايمز وشيكاجو تايمز.  كتبت صحيفة «سان فرانسيسكو باي جارديان» أن فريق TVTV قد تحسن منذ عملهم السابق، لكنهم بحاجة إلى الانتقال إلى موضوعات أكثر تحديًا.

## المضمون
يروي الفيلم الوثائقي قصة جورو ماهاراج جي، ومهمة الضوء الإلهي، وأتباعه، والناشط المناهض لحرب فيتنام ريني ديفيس في «الألفية 73»، وهو حدث أقيم في مسرح هيوستن أسترودوم في نوفمبر 1973. حيث كان ريني ديفيس أحد أتباع جورو ماهاراج جي وأحد المتحدثين الرسميين في حدث «الألفية عام 73» والمتكلمين فيها، ويظهر خطابه في الفيلم الوثائقي.
يظهر آبي هوفمان معلقًا في الفيلم الوثائقي ويتناول بعض النقاط التي أثيرت في خطاب ديفيس، قائلًا: «إنه أمر متعجرف إلى حد ما من ريني أن يقول إنه وجد الإله ولديه رقم الهاتف الخاص به في محفظته». وأجرى طاقم التلفزيون مقابلات مع شخصيات مختلفة من أتباع بريم راوات خلال الفيلم، وظهر صبي مراهق يقول: «قبل أن آتي إلى غورو كنت غريب الأطوار، ومدخنًا للمخدرات، ومتسربًا من المدرسة، وكان والداي أكثر سعادة مما هم عليه الآن مع ذلك». في جزء لاحق من الفيلم، يعلو صوت من خلال مكبر الصوت: «أولئك الذين جاءوا في سيارات خاصة يمكنهم المغادرة الآن. ويمكن لمن جاءوا في حافلات مستأجرة البقاء والتأمل حتى إشعار آخر. يظهر أتباع أنظمة عقائدية أخرى أيضًا في الفيلم الوثائقي، ومنهم مسيحي ولد من جديد ينتقد المصلين «لأتباع الشيطان» وأتباع هاري كريشنا.
نشاهد قصة منفصلة بالتزامن مع فترة  تغطية حدث «الألفية 73»، التي تتحدث عن رجل يدعى مايكل أتى إلى هيوستن، تكساس، للحصول على «المعرفة» من ماهاراج جي. فور تلقي مايكل «للمعرفة»، فإنه يدافع عن السرية وراء الطقوس. تتناقض تجارب مايكل في الفيلم الوثائقي مع مقابلات مع «عملاء سابقين» أو أتباع سابقين لماهاراج جي، الذين يسردون بدايتهم وخيبة أملهم فيما بعد من تعاليم ماهاراج جي، حيث يقول أحدهم أنه بعد حصوله على «المعرفة» من ماهاراج جي، قيل له إن هذه الهبة المجانية تتطلب تفانيًا وإخلاصًا مدى الحياة وتبرعات بـ «سلع دنيوية».
يظهر ماهاراج جي في مشهد في أسترودوم وهو يروي قصة ساتسانغ للحاضرين. ويُرى مرتديًا ثيابًا ذهبية اللون وتاجًا، ويجلس على عرش المنصة. القصة التي يرويها للجمهور تتحدث حول صبي صغير يأتي إلى هيوستن في أثناء بحثهِ عن كتاب هزلي لسوبرمان. في حين يجلس ماهاراج  جي على المنصة، تحيط به علامات القمر الساطعة والنساء اللائي يرتدين الأكاليل المزخرفة، في حين تعزف فرقة بلو أكواريوس أغنيته الرئيسية. ويزخرف المسرح ببريق أضواء النيون، ويؤدي شقيق ماهاراج جي أغاني موسيقى الروك. آبي هوفمان بتعليقه الأخير في الفيلم قائلاً: «إذا كان هذا الرجل هو الله،  فهذا هو الإله الذي تستحقه الولايات المتحدة الأمريكية.